# Richard Newland Dixon
Richard Newland Dixon, britanski kemik, * 25. december 1930, † 25. maj 2021.